# Salix cantabrica
Salix cantabrica es una especie de sauce perteneciente a la familia de las salicáceas. Se encuentra en  España.

## Descripción
Es un arbusto que alcanza un tamaño de 2-3 m de altura. Las ramas adultas son glabras, de color negro, castaño-rojizo o pardo-grisáceo; a veces en algunos ejemplares la corteza en ramas glabras se exfolia; la madera descortezada con estrías longitudinales dispersas. Las yemas y brotes tomentosos, luego glabrescentes. Las hojas de 5-10 × 1-3 cm, transovado- lanceoladas, lanceoladas o transovado-elípticas, de ápice agudo, recurvado, base redondeada o cortamente atenuada y margen revoluto, paucidentado, por rareza dentado-serrado o crenado; ± tomentosas, a menudo glabrescentes, con pelos adpresos, por el haz, y plateadas, con pelos adpresos y seríceos más densos, por el envés; nervio central y los 6-8 pares de nervios laterales algo hundidos por el haz y ligeramente prominentes en el envés; pecíolo peloso, de 0,5 cm, con base ensanchada; estípulas semirreniformes, pelosas, persistentes. Los amentos de 3-7 × 1-2 cm, coetáneos o subcoetáneos, sobre pedúnculos con brácteas foliáceas con pelos adpresos, seríceos; brácteas florales transovadas, largamente pelosas, con ápice obtuso más obscuro que la base. Flores masculinas con estambres de filamentos libres y pelosos en la base; las femeninas con pistilo tomentoso,pedicelado, a veces igual o más largo que la bráctea; estilo largo, estigmas bífidos.

## Distribución y hábitat
Se encuentra en las orillas de los ríos, arroyos y torrentes, sobre todo en vegas que sufren inundaciones; a una altitud de 700- 1800 metros, en la cordillera Cantábrica, Picos de Urbión y Pirineos.

## Taxonomía
Salix cantabrica fue descrita por Karl Heinz Rechinger y publicado en Oesterr. Bot. Z. 109: 374, en el año (1962)
Citología
Número de cromosomas de S. cantabrica (Fam. Salicaceae) y táxones infraespecíficos: 2n = 76.
Etimología
Salix: nombre genérico latino para el sauce, sus ramas y madera.
cantabrica: epíteto geográfico que alude a su localización en Cantabria.

## Nombre común
- Castellano: salce, salcera, salcino, salguera, salguera serrana.[3]